# Istituto mediterraneo per i trapianti e terapie ad alta specializzazione
L'Istituto mediterraneo per i trapianti e terapie ad alta specializzazione, abbreviato in ISMETT, è un centro trapianti privato e IRCSS convenzionato con il SSN, nato a Palermo nel 1997 grazie alla collaborazione fra la Regione Siciliana - tramite l'ospedale Civico e l'ospedale Cervello di Palermo - e l'University of Pittsburgh Medical Center (UPMC).
L'ISMETT dispone di 70 posti letto (14 in terapia intensiva, 21 in semintesiva e 35 in degenza), 7 posti letto di ricovero diurno, 4 sale operatorie, una farmacia ospedaliera e laboratori di analisi, infettivologia e anatomia patologica. Si estende su una superficie di 12 000 m². Presso l'ISMETT si eseguono tutti i tipi di trapianti di organi vitali, tramite tecniche di trapianto sia da cadavere sia da donatore vivente.

## Storia
L'idea della realizzazione dell'Istituto è opera negli anni 1980 di un gruppo di epatologi dell'ospedale palermitano “V. Cervello”, guidati dall'epatologo Luigi Pagliaro , che propose allo University of Pittsburgh Medical Center (UPMC) l'idea di un centro trapianti multiorgano da realizzare in Sicilia. Nel 1995 entrò in vigore negli Stati Uniti una nuova legge che riduceva al 5% del totale il numero di pazienti stranieri che potevano essere inseriti in lista d'attesa per trapianto negli USA. Anche per questa ragione, i vertici di Pittsburgh pensarono di guardare all'Europa e di partecipare attivamente alla realizzazione di un centro trapianti a Palermo.
L'università statunitense, con l'azienda ospedaliera Civico e Benfratelli e l'Azienda Ospedaliera "Vincenzo Cervello" di Palermo costituirono, sotto forma di società di diritto civile a responsabilità limitata, l'"Istituto Mediterraneo per i Trapianti e le Terapie ad alta specializzazione".
Il 23 maggio 1996 venne presentata al Ministero della Salute che accolse favorevolmente il progetto.
Il 20 marzo 1997, la Conferenza Stato-Regioni approvò ufficialmente la realizzazione dell'Istituto mediterraneo per i trapianti e terapie ad alta specializzazione come "sperimentazione gestionale" (ai sensi dell'art. 9-bis del D. Lgs. n. 502/1992).
Una volta avallata l'idea e il programma di azioni amministrative, si poté procedere alla costruzione del nuovo Istituto. La costruzione della nuova sede dell'istituto cominciò nel 1999 con la posa della prima pietra e venne terminata nel 2004 quando il centro ha aperto le porte della nuova sede.
L'Ismett iniziò l'attività nel giugno 1999, in locali ristrutturati all'interno dell'ARNAS "Civico", con il primo trapianto eseguito il mese successivo.
Primo direttore è stato nominato Ignazio Marino (fino al settembre 2002), poi sostituito da John Fung . Ignazio Marino ha eseguito il primo trapianto di fegato in Sicilia, all'ISMETT, il 31 luglio 1999 e il team guidato da Ignazio Marino ha eseguito i primi 100 trapianti di organi solidi dell'ISMETT.
Nel 2017 è entrata a far parte dei soci di ISMETT la Fondazione Ri.MED, istituita dalla Presidenza del Consiglio dei Ministri.

## Vertici
Attualmente il presidente del CDA è Camillo Ricordi, professore di chirurgia dei trapianti all'Università di Miami e Angelo Luca è il direttore d'Istituto dal 2016.

## Soci
- Università di Pittsburgh
- ARNAS "Civico"
- Fondazione RiMed

## Direttori
- Ignazio Marino (1999-2002)
- John Fung (2002-2008)
- Bruno Gridelli (2008 - 2016)
- Angelo Luca (dal 2016)

## Attività

### Attività clinica
ISMETT ha avviato la sua attività clinica nel 1999. Il 31 luglio del 1999 venne eseguito con successo da Ignazio Marino (allievo del pioniere dei trapianti Thomas E. Starzl) il primo trapianto di fegato da donatore cadavere in Sicilia. Nello stesso anno è stato avviato sempre da Ignazio Marino il programma di trapianto di rene, da donatore cadavere e vivente. Nel 2002 venne eseguito dal team guidato da Ignazio Marino il primo trapianto di fegato da donatore vivente. Nel 2004, l'ISMETT ha ottenuto l'autorizzazione per eseguire anche i trapianti di cuore e di polmone diventando così un centro trapianti multiorgano.
Nel 2003 è stato avviato un programma di trapianto di fegato pediatrico, quell'anno per la prima volta nel Sud Italia è stato sottoposto un bambino a trapianto.

### I trapianti su pazienti sieropositivi
Grande scalpore e critiche suscitò l'effettuazione nel 2001 del primo trapianto in Italia di un rene di donatore vivente su un sieropositivo,
eseguito dal direttore Ignazio Marino che ricevette anche una censura da parte del Ministero della Salute. In quell'occasione il Ministero motivò la censura al prof. Marino sostenendo che quel particolare tipo di trapianto avendo le caratteristiche di sperimentazione clinica, necessitava di un'autorizzazione straordinaria. Il paziente gode di ottima salute, libero dalla dialisi, a 16 anni dal trapianto eseguito da Ignazio Marino. Il successo di quell'intervento ha determinato un cambio delle norme in Italia e oggi se un paziente sieropositivo necessita di un trapianto viene inserito in lista di attesa.
Nel 2007, per la prima volta al mondo l'équipe dell'ISMETT, guidata dal prof Bruno Gridelli, ha eseguito un trapianto di polmoni su un paziente sieropositivo. In questo caso, l'intervento è stato autorizzato dal Ministero e inserito all'interno di un programma sperimentale avviato dal Centro Nazionale Trapianti. Non si è registrata alcun tipo di polemica anzi da parte del Ministero della Salute sono arrivati comunicati di congratulazioni.

### La Cell Factory
Nel 2007, è stata inaugurata l'Unità di Medicina Rigenerativa e Terapie Cellulari, Cell Factory, con l'obiettivo di avviare un programma di medicina rigenerativa che studia il modo di riparare gli organi danneggiati. I laboratori di produzione cellulare (GMP Facility) dell'Unità di Medicina Rigenerativa e Terapie Cellulari sono stati realizzati nel contesto di un progetto promosso dall'ISMETT e dall'Assessorato regionale della Sicilia al Bilancio e Finanze nell'ambito del programma “ICT per l'eccellenza dei territori”.
Fra i trials di ricerca portati avanti presso la Cell Factory vi è quello sull'infusione di epatociti fetali come terapia ponte in attesa di un trapianto, il trapianto di insulae pancreatiche per i pazienti affetti da diabete di tipo 1, trapianto di cellule epidermiche fetali umane per il trattamento di lesioni della pelle. Riguardo l'attività sugli epatociti fetali, l'attività del centro sulle cellule umani fetali ottenuti da aborti volontari è stato oggetto di un'inchiesta giornalistica di ProVita&Famiglia, volta a chiarire se i prelievi delle cellule destinate ai pazienti in attesa di trapianto di fegato provengano da feti morti oppure da feti ancora vivi (ovvero con cuore battente), pratica illegale. L'inchiesta non ha però ottenuto risposte dall'istituto.

### Il Centro di Simulazione
Dal giugno del 2007 è attivo presso ISMETT un Centro di Simulazione. Il Centro ha l'obiettivo di prevenire e ridurre gli errori medici. L'uso della simulazione per formare il personale è già parecchio diffuso in alcuni settori, come quello dell'aviazione dove i piloti vengono addestrati già da anni con un modello di questo tipo. Adesso, il suo utilizzo sta cominciando a diffondersi anche in campo medico. Il centro di simulazione offre, infatti, la possibilità di mettere in atto procedure anche ad alto rischio in un ambiente senza rischi per il personale e senza coinvolgere i pazienti.
La struttura è dotata di cinque simulatori manichini, a grandezza naturale tecnologicamente sofisticati, in grado di simulare segni e lamentare sintomi come un paziente reale. Il centro è stato realizzato grazie a una donazione della Fondazione Fiandaca, l'attività di formazione del Centro, aperto a tutti gli operatori sanitari, è iniziata a gennaio del 2008.